# Lissonota pectinator
Lissonota pectinator là một loài tò vò trong họ Ichneumonidae.